# 貤封
貤封，清代封贈制度中，文武官員以自己所應得的爵位官階，呈請改授與親族尊長，稱為「貤封」
若其人已死，則稱為「貤贈」。
- 《清史稿》志八十五：「為人後者，已封贈祖父母、父母，請以本身妻室封典貤封本生祖父母、父母者，許貤封。」

- 《欽定大清會典事例》卷一百四十三．吏部一二七．封贈．貤封彙辦：「諭京員三品以上，例得自行奏請貤封，餘俱由該部查覈彙奏。」

## 發展與演變
- 康熙五年（1666年），定
  - 父職高於子者，依父原品封贈。
  - 官卑於子者，從子官封贈。
  - 武職子現任文職，封贈依文官例。

- 雍正三年（1725年），定
  - 四品至七品官原將本身妻室封典貤封祖父、母者，八、九品官原貤封父、母者，皆許貤封。
  - 三品以上貤封曾祖父、母者，請旨定奪。

- 乾隆二十七年（1762年）上諭：「子孫官品不及祖、父之崇，則父為大夫子為士，記有明文。舊例依祖、父原階封贈，殊未允協，其議改之。」
- 吏部議定
  - 文、武官子孫職大，祖、父職小，依子孫官階封贈。
  - 祖、父職大，子孫職小，不得依祖、父原品封贈。[1]
  - 父官高於子者，生母從子官封贈，嫡母、繼母不得依父官請封，原依子官受封者聽。武職子任文職者亦如之。

- 乾隆五十年（1785年），定
  - 一品至三品官不得貤封高祖父、母，四品至七品官不得貤封曾祖父、母，八品官以下不得貤封祖父、母。

### 道光以後，捐封例開
- 道光二十三年（1843年），
  - 准許三品以上官欲捐請本生曾祖父、母封贈者，得依貤封曾祖父、母例報捐。
  - 准許八品以下捐封人員欲捐請及妻室者，加倍報捐。
  - 准許捐封人員為其受恩撫養之母舅、舅母、姑夫、姑母、姨夫、姨母、妻父、妻母依貤封外祖父、母例，捐請貤封。

- 道光二十八年（1848年），
  - 廢除限制：准許四品至七品官捐請貤封曾祖父、母，八品官以下捐請貤封祖父、母，均依常例加倍報捐。
  - 重新限制：舊例八、九品官，准許封父、母，不封本身妻室。
  - 應封妻者，止封正妻一人。正妻未封已歿，繼室當封者，正妻亦得追贈。其再繼者不得給封。

- 咸豐二年（1852年），
  - 准許京師、外省文職及捐職人員得先封本身及原配、繼配妻室，再依本身品級為第三繼妻捐封。

- 咸豐三年（1853年），
  - 准許貤封曾祖父、母，伯叔祖父、母，伯叔父母，庶母，兄、嫂並嫡堂伯叔祖父、母，嫡堂伯叔父、母，嫡堂兄、嫂，從堂、再從堂尊長及外曾祖父、母，外祖父、母，妻祖父、母。按例定品級，一體捐請。
  - 又許為人婦者，為其已故夫之祖若父捐職請封。為人後者，為祖若父貤封其先人[2]。

- 咸豐四年（1854年），
  - 依從戶部建議，第三任繼妻以後，誼同敵體，也准許依次遞捐。
  - 重新限制：舊例仕宦至三品，年幼時實際由外祖父、母撫養，其外祖父、母歿而無嗣者，准許依其官階貤贈，其餘外姻親不許貤封。